# Jason Carter (acteur)

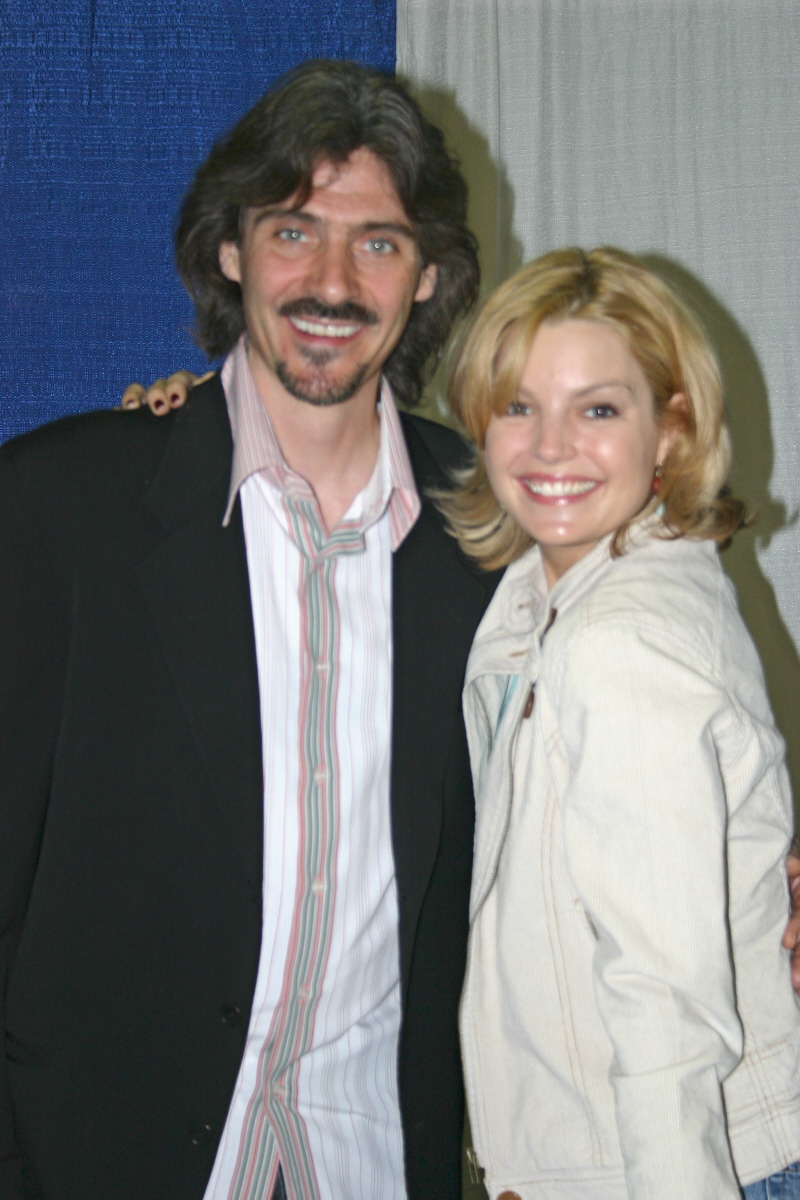
Jason Carter en Clare Kramer

Jason Brian Carter (23 september 1960, Gainsborough Engeland) is een Brits acteur.

## Biografie
Carter is opgegroeid in Gainsborough (Lincolnshire), een kleine plaats in het graafschap Lincolnshire in Engeland. Carter stond al voor de camera sinds hij een kind was. Ondanks andere adviezen ging hij voor 3 jaar naar het London Academy of Music and Dramatic Art in Londen. 
In 1982 kreeg hij zijn eerste grote rol in een televisieserie Jackanory (een serie die liep van 1965 t/m 1996 in Engeland). Daarna speelde hij nog meer rollen in televisieseries en televisiefilms zoals Viper, Beverly Hills, 90210, 3rd Rock from the Sun, Angel en Babylon 5. Ook heeft Carter zijn stem verleend aan videogames zoals van James Bond en The Lord of the Rings.
Carter is begonnen met acteren in Engeland maar is vrij snel naar Amerika gegaan om daar zijn carrière te vervolgen.
Carter is getrouwd en heeft drie kinderen. In zijn vrije tijd schrijft hij poëzie.

## Filmografie

### Films
Uitgezonderd korte films.
- 2016 The Duel - als William
- 2016 Starship II: Rendezvous with Ramses - als commandant Deckins
- 2014 Surrender - als Dennis
- 2013 Sidewalk Singer - als Larry Conway
- 2010 The Dead Matter - als McCallister
- 2010 Vampire - als Simon
- 2009 Blood Ties - als Prof. Fredericks
- 2007 Revamped - als Nigel
- 2007 The Final Curtain - als Eamon
- 2007 The Daughters of Darkness - als Slachtoffer
- 2006 Circuit 3: The Street Monk - als Rosario
- 2004 Dixon Maison: Mystery at Hillyard Manor - als Dixon Maison
- 2004 Dead End Road - als Andrew Bird
- 2003 Behind the Red Door - als Sonny
- 2002 A Midsummer Night's Rave - als John
- 2002 Demon Under Glass - als Simon Mollinar
- 2002 The Mesmerist - als Dr. Pretory
- 1999 Blink of an Eye - als Marcus
- 1995 Georgia - als Chasman
- 1995 The Dark Dancer - als Alan Hancock
- 1993 Boiling Point - als Victor
- 1993 Taking Liberty - als Burgemeester Simco
- 1993 Punto di Fuga - als Victor
- 1992 Mrs. 'Arris Goes to Paris - als ??
- 1992 Dakota Road - als Raif Benson
- 1988 Hidden City - als Jongeman
- 1988 Beryl Markham: A Shadow on the Sun - als Gervase
- 1987 The Emperor's New Clothes - als neefje van de kleermaker
- 1985 King David - als Solomon
- 1985 Ligmalion: A Musical for the 80s - als Gordon Shilling
- 1984 Ellis Island - als Jamie Barrymore
- 1983 Forever Young (film) - als Jonge Michael -

### Televisieseries
Uitgezonderd eenmalige gastrollen.
- 1995 - 1998 Babylon 5 - als Marcus Cole - 45 afl.
- 1997 3rd Rock from the Sun - als Seth - 2 afl.
- 1994 Beverly Hills, 90210 - als Roy Randolph - 5 afl.
- 1994 Viper - als Alec Conner - 2 afl.
- 1991 The Orchid House - als Andrew - 3 afl.
- 1989 Capstick's Law - als Timothy Harger - 6 afl.

### Videospellen
- 2006 Lord of the Rings: The Battle for Middle-earth II: The Rise of the Witch-king - als Glorfindel
- 2006 The Lord of the Rings: The Battle for Middle-earth II - als Glorfindel
- 2004 Goldeneye: Roque Agent - als James Bond

- Biblioteca Nacional de España: XX5087056
- International Standard Name Identifier: 0000 0001 2032 0624
- Library of Congress Control Number: no2009192104
- Nationale Bibliotheek van Israël: 987007421966705171
- Virtual International Authority File: 103525028
- WorldCat: E39PBJx4mHMk8jMtG8GWGWb68C